# Dzmitryj Rabtjanka
Dzmitryj Rabtjanka (belarusiska: Дзмітрый Рабчанка), född den 24 december 1985, i Mozyr i Vitryska SSR i Sovjetunionen (nu Mazyr i Belarus), är en belarusisk kanotist.
Rabtjanka tog bland annat VM-brons i C-2 200 meter i samband med sprintvärldsmästerskapen i kanotsport 2011 i Szeged.